# Premiership Rugby (2012/2013)
English Premiership 2012/2013 – dwudziesta szósta edycja Premiership, najwyższego poziomu rozgrywek w rugby union w Anglii. Organizowane przez Rugby Football Union zawody odbyły się w dniach 1 września 2012 – 25 maja 2013 roku, a tytułu bronił zespół Harlequins.
Rozgrywki toczyły się w pierwszej fazie systemem ligowym w okresie jesień-wiosna, a czołowa czwórka awansowała do półfinałów. Tytuł mistrzowski zdobył zespół Leicester Tigers.

## Faza grupowa
| 1 września 201214:00 | London Wasps                                                                                            | 40:42(28:13) | Harlequins                                                                     | Twickenham Stadium Londyn Widzów: 63102 Sędzia: Greg Garner |
| 1 września 201214:00 | Christian Wade 10 (2P) Marco Wentzel 5 (P) Nick Robinson 15 (3pd 3K) Tim Payne 5 (P) Tom Varndell 5 (P) | 40:42(28:13) | Mike Brown 10 (2P) Nick Evans 22 (P 4pd 3K) Tom Guest 5 (P) Tom Williams 5 (P) | Twickenham Stadium Londyn Widzów: 63102 Sędzia: Greg Garner |

| 1 września 201215:00 | Exeter | 43:6(14:3) | Sale Sharks         | Sandy Park, Exeter Widzów: 5568 Sędzia: Andrew Small |
| 1 września 201215:00 | Aly Muldowney 5 (P) Chris Budgen 5 (P) Gareth Steenson 2 (pd) Ignacio Mieres 16 (P pd 3K) Matt Jess 10 (2P) Tom Johnson 5 (P) | 43:6(14:3) | Nick MacLeod 6 (2K) | Sandy Park, Exeter Widzów: 5568 Sędzia: Andrew Small |

| 1 września 201215:00 | Gloucester                              | 19:24(6:17) | Northampton Saints                                                     | Kingsholm Stadium, Gloucester Widzów: 11817 Sędzia: Dave Pearson |
| 1 września 201215:00 | Freddie Burns 14 (pd 4K)                | 19:24(6:17) | George Pisi 5 (P) Ken Pisi 5 (P) Lee Dickson 5 (P) Ryan Lamb 9 (3pd K) | Kingsholm Stadium, Gloucester Widzów: 11817 Sędzia: Dave Pearson |
| 1 września 201215:00 | Gerrit-Jan van Velze · Paul Doran-Jones | 19:24(6:17) |                                                                        | Kingsholm Stadium, Gloucester Widzów: 11817 Sędzia: Dave Pearson |

| 1 września 201215:00 | Worcester Warriors                      | 23:24(15:6) | Bath                         | Sixways Stadium, Worcester Widzów: 7847 Sędzia: Luke Pearce |
| 1 września 201215:00 | Andy Goode 18 (6K) James Percival 5 (P) | 23:24(15:6) | Olly Barkley 24 (8K)         | Sixways Stadium, Worcester Widzów: 7847 Sędzia: Luke Pearce |
| 1 września 201215:00 | Dean Schofield                          | 23:24(15:6) | Matt Banahan · Stuart Hooper | Sixways Stadium, Worcester Widzów: 7847 Sędzia: Luke Pearce |

| 1 września 201216:30 | Saracens                                                                                              | 40:3(12:3) | London Irish     | Twickenham Stadium Londyn Widzów: 63102 Sędzia: Wayne Barnes |
| 1 września 201216:30 | Alex Goode 3 (K) Brad Barritt 5 (P) Charlie Hodgson 17 (4pd 3K) Chris Ashton 10 (2P) Nils Mordt 5 (P) | 40:3(12:3) | Tom Homer 3 (K)  | Twickenham Stadium Londyn Widzów: 63102 Sędzia: Wayne Barnes |
| 1 września 201216:30 | Chris Ashton · Kelly Brown                                                                            | 40:3(12:3) | Ofisa Treviranus | Twickenham Stadium Londyn Widzów: 63102 Sędzia: Wayne Barnes |

| 2 września 201214:00 | London Welsh                                                | 13:38(10:17) | Leicester Tigers                                                                                          | Kassam Stadium, Oksford Widzów: 6850 Sędzia: JP Doyle |
| 2 września 201214:00 | Gordon Ross 3 (K) Hudson Tonga'uiha 5 (P) Tom Arscott 5 (P) | 13:38(10:17) | Geoff Parling 5 (P) Julian Salvi 5 (P) Thomas Waldrom 10 (2P) Toby Flood 13 (5pd K) Vereniki Goneva 5 (P) | Kassam Stadium, Oksford Widzów: 6850 Sędzia: JP Doyle |

| 7 września 201219:45 | Harlequins                                                                                     | 40:3(21:3) | London Welsh      | Twickenham Stoop, Londyn Widzów: 12550 Sędzia: Luke Pearce |
| 7 września 201219:45 | Ben Botica 5 (P) George Lowe 5 (P) George Robson 10 (2P) Nick Evans 10 (5pd) Ugo Monye 10 (2P) | 40:3(21:3) | Gordon Ross 3 (K) | Twickenham Stoop, Londyn Widzów: 12550 Sędzia: Luke Pearce |
| 7 września 201219:45 | Paulica Ion · Tom Arscott                                                                      | 40:3(21:3) |                   | Twickenham Stoop, Londyn Widzów: 12550 Sędzia: Luke Pearce |

| 8 września 201214:15 | Bath                                                                            | 30:23(10:6) | London Wasps                                                      | The Recreation Ground, Bath Widzów: 10438 Sędzia: Tim Wigglesworth |
| 8 września 201214:15 | Kyle Eastmond 5 (P) Matt Banahan 5 (P) Olly Barkley 15 (3pd 3K) Tom Biggs 5 (P) | 30:23(10:6) | Christian Wade 5 (P) Nick Robinson 13 (2pd 3K) Tom Varndell 5 (P) | The Recreation Ground, Bath Widzów: 10438 Sędzia: Tim Wigglesworth |

| 8 września 201215:00 | Leicester Tigers                                                                       | 34:26(17:9) | Worcester Warriors                                         | Welford Road, Leicester Widzów: 19250 Sędzia: Andrew Small |
| 8 września 201215:00 | Graham Kitchener 5 (P) Manu Tuilagi 10 (2P) Toby Flood 9 (3pd K) Vereniki Goneva 5 (P) | 34:26(17:9) | Alex Grove 5 (P) Andy Goode 21 (P 2pd 4K) David Lemi 5 (P) | Welford Road, Leicester Widzów: 19250 Sędzia: Andrew Small |
| 8 września 201215:00 | Chris Pennell · Shaun Perry                                                            | 34:26(17:9) |                                                            | Welford Road, Leicester Widzów: 19250 Sędzia: Andrew Small |

| 8 września 201215:00 | London Irish                                                                       | 31:40(14:16) | Gloucester                                                                               | Madejski Stadium, Reading Widzów: 5828 Sędzia: Greg Garner |
| 8 września 201215:00 | Halani Aulika 5 (P) Steve Shingler 16 (2pd 4K) Tomás O’Leary 5 (P) Topsy Ojo 5 (P) | 31:40(14:16) | Akapusi Qera 5 (P) Ben Morgan 5 (P) Freddie Burns 25 (2pd 7K) James Simpson-Daniel 5 (P) | Madejski Stadium, Reading Widzów: 5828 Sędzia: Greg Garner |

| 8 września 201216:30 | Sale Sharks                                  | 16:23(9:12) | Saracens                                   | Salford City Stadium, Manchester Widzów: 7451 Sędzia: Dave Pearson |
| 8 września 201216:30 | Danny Cipriani 11 (pd 3K) Will Addison 5 (P) | 16:23(9:12) | Charlie Hodgson 18 (6K) Chris Ashton 5 (P) | Salford City Stadium, Manchester Widzów: 7451 Sędzia: Dave Pearson |

| 9 września 201215:00 | Northampton Saints                                                                                                   | 24:21(12:13) | Exeter                                                       | Franklin’s Gardens, Northampton Widzów: 12230 Sędzia: JP Doyle |
| 9 września 201215:00 | Christian Day 5 (P) Dylan Hartley 5 (P) Luther Burrell 5 (P) Phil Dowson 5 (P) Ryan Lamb 2 (pd) Stephen Myler 2 (pd) | 24:21(12:13) | Ignacio Mieres 11 (pd 3K) Matt Jess 5 (P) Phil Dollman 5 (P) | Franklin’s Gardens, Northampton Widzów: 12230 Sędzia: JP Doyle |
| 9 września 201215:00 | Gerrit-Jan van Velze · Rhys Oakley                                                                                   | 24:21(12:13) |                                                              | Franklin’s Gardens, Northampton Widzów: 12230 Sędzia: JP Doyle |

| 14 września 201219:45 | Bath                                     | 14:18(8:12) | Northampton Saints                   | The Recreation Ground, Bath Widzów: 10462 Sędzia: Andrew Small |
| 14 września 201219:45 | Nick Abendanon 5 (P) Olly Barkley 9 (3K) | 14:18(8:12) | Stephen Myler 15 (5K) Tom May 3 (dg) | The Recreation Ground, Bath Widzów: 10462 Sędzia: Andrew Small |

| 15 września 201213:30 | Worcester Warriors                                         | 16:16(3:6) | Gloucester                                                          | Sixways Stadium, Worcester Widzów: 8717 Sędzia: JP Doyle |
| 15 września 201213:30 | Andy Goode 6 (2K) James Currie 5 (P) Joe Carlisle 5 (pd K) | 16:16(3:6) | Billy Twelvetrees 6 (2K) Freddie Burns 5 (pd K) Henry Trinder 5 (P) | Sixways Stadium, Worcester Widzów: 8717 Sędzia: JP Doyle |
| 15 września 201213:30 | Andy Goode                                                 | 16:16(3:6) |                                                                     | Sixways Stadium, Worcester Widzów: 8717 Sędzia: JP Doyle |

| 15 września 201215:00 | Harlequins                                                                                           | 37:14(14:8) | Sale Sharks                               | Twickenham Stoop, Londyn Widzów: 13432 Sędzia: Tim Wigglesworth |
| 15 września 201215:00 | George Robson 5 (P) Jordan Turner-Hall 5 (P) Mike Brown 5 (P) Nick Evans 17 (4pd 3K) Ugo Monye 5 (P) | 37:14(14:8) | Danny Cipriani 9 (3K) Richie Vernon 5 (P) | Twickenham Stoop, Londyn Widzów: 13432 Sędzia: Tim Wigglesworth |

| 15 września 201215:00 | London Wasps                                                                           | 43:14(9:11) | London Irish                              | Adams Park, High Wycombe Widzów: 5612 Sędzia: Luke Pearce |
| 15 września 201215:00 | Joe Simpson 5 (P) Sakaria Taulafo 5 (P) Stephen Jones 23 (4pd 5K) Tom Varndell 10 (2P) | 43:14(9:11) | Marland Yarde 5 (P) Steve Shingler 9 (3K) | Adams Park, High Wycombe Widzów: 5612 Sędzia: Luke Pearce |

| 15 września 201215:30 | Saracens                                  | 9:9(3:9) | Leicester Tigers  | Stadion Wembley, Londyn Widzów: 41063 Sędzia: Martin Fox |
| 15 września 201215:30 | Charlie Hodgson 6 (2K) Owen Farrell 3 (K) | 9:9(3:9) | Toby Flood 9 (3K) | Stadion Wembley, Londyn Widzów: 41063 Sędzia: Martin Fox |

| 16 września 201215:00 | London Welsh                                                                                  | 25:24(15:14) | Exeter                                                                                               | Kassam Stadium, Oksford Widzów: 3150 Sędzia: Dave Pearson |
| 16 września 201215:00 | Alfie To'oala 5 (P) Ed Jackson 5 (P) Gordon Ross 8 (pd 2K) Nick Scott 5 (P) Seb Jewell 2 (pd) | 25:24(15:14) | Gareth Steenson 3 (K) Ignacio Mieres 6 (3pd) Luke Arscott 5 (P) Matt Jess 5 (P) Richard Baxter 5 (P) | Kassam Stadium, Oksford Widzów: 3150 Sędzia: Dave Pearson |

| 21 września 201220:00 | Sale Sharks                                                 | 19:29(9:23) | London Welsh                                                  | Salford City Stadium, Manchester Widzów: 7479 Sędzia: Andrew Small |
| 21 września 201220:00 | Danny Cipriani 9 (3K) Nick MacLeod 5 (pd K) Tom Brady 5 (P) | 19:29(9:23) | Ed Jackson 5 (P) Gordon Ross 19 (2pd 5K) Jonathan Mills 5 (P) | Salford City Stadium, Manchester Widzów: 7479 Sędzia: Andrew Small |

| 22 września 201215:00 | London Irish                                                         | 29:22(19:13) | Bath                                        | Madejski Stadium, Reading Widzów: 7324 Sędzia: JP Doyle |
| 22 września 201215:00 | Halani Aulika 5 (P) Jonathan Joseph 5 (P) Steve Shingler 19 (2pd 5K) | 29:22(19:13) | Kyle Eastmond 5 (P) Olly Barkley 17 (pd 5K) | Madejski Stadium, Reading Widzów: 7324 Sędzia: JP Doyle |

| 22 września 201215:00 | Northampton Saints                                                                                               | 37:31(25:3) | Worcester Warriors                                                                                                 | Franklin’s Gardens, Northampton Widzów: 12114 Sędzia: Tim Wigglesworth |
| 22 września 201215:00 | Courtney Lawes 5 (P) Luther Burrell 10 (2P) Mike Haywood 5 (P) Stephen Myler 12 (3pd 2K) Wasilij Artiemjew 5 (P) | 37:31(25:3) | Andy Goode 11 (4pd K) Jonny Arr 5 (P) Josh Drauniniu 5 (P) Josh Matavesi 5 (P) Matt Kvesic 5 (P) Ollie Hayes 5 (P) | Franklin’s Gardens, Northampton Widzów: 12114 Sędzia: Tim Wigglesworth |

| 22 września 201215:15 | Gloucester                                                                  | 29:22(20:13) | London Wasps                                                                    | Kingsholm Stadium, Gloucester Widzów: 10782 Sędzia: Martin Fox |
| 22 września 201215:15 | Freddie Burns 19 (2pd 5K) James Simpson-Daniel 5 (P) Sione Kalamafoni 5 (P) | 29:22(20:13) | Elliot Daly 5 (P) Nick Robinson 3 (K) Stephen Jones 11 (pd 3K) Tommy Bell 3 (K) | Kingsholm Stadium, Gloucester Widzów: 10782 Sędzia: Martin Fox |
| 22 września 201215:15 | Marco Wentzel                                                               | 29:22(20:13) |                                                                                 | Kingsholm Stadium, Gloucester Widzów: 10782 Sędzia: Martin Fox |

| 22 września 201217:30 | Leicester Tigers  | 9:22(6:13) | Harlequins                                                 | Welford Road, Leicester Widzów: 20354 Sędzia: Dave Pearson |
| 22 września 201217:30 | Toby Flood 9 (3K) | 9:22(6:13) | Danny Care 3 (dg) Nick Evans 14 (pd 4K) Tom Williams 5 (P) | Welford Road, Leicester Widzów: 20354 Sędzia: Dave Pearson |

| 23 września 201214:15 | Exeter                                        | 14:12(9:6) | Saracens                   | Sandy Park, Exeter Widzów: 6141 Sędzia: David Rose |
| 23 września 201214:15 | Ignacio Mieres 9 (3K) Sireli Naqelevuki 5 (P) | 14:12(9:6) | Owen Farrell 12 (4K)       | Sandy Park, Exeter Widzów: 6141 Sędzia: David Rose |
| 23 września 201214:15 | Chris Whitehead                               | 14:12(9:6) | Chris Ashton · Kelly Brown | Sandy Park, Exeter Widzów: 6141 Sędzia: David Rose |

| 28 września 201219:45 | Northampton Saints                            | 24:6(14:6) | London Wasps         | Franklin’s Gardens, Northampton Widzów: 12955 Sędzia: Dave Pearson |
| 28 września 201219:45 | James Wilson 10 (2P) Stephen Myler 14 (pd 4K) | 24:6(14:6) | Nick Robinson 6 (2K) | Franklin’s Gardens, Northampton Widzów: 12955 Sędzia: Dave Pearson |
| 28 września 201219:45 | Tim Payne                                     | 24:6(14:6) |                      | Franklin’s Gardens, Northampton Widzów: 12955 Sędzia: Dave Pearson |

| 28 września 201220:30 | Worcester Warriors                                                                              | 35:11(10:8) | London Irish                                 | Sixways Stadium, Worcester Widzów: 8418 Sędzia: Wayne Barnes |
| 28 września 201220:30 | Aleki Lutui 5 (P) Andy Goode 15 (3pd 3K) David Lemi 5 (P) Jon Clarke 5 (P) Semisi Taulava 5 (P) | 35:11(10:8) | Ofisa Treviranus 5 (P) Steve Shingler 6 (2K) | Sixways Stadium, Worcester Widzów: 8418 Sędzia: Wayne Barnes |
| 28 września 201220:30 | Jamie Gibson · Sailosi Tagicakibau                                                              | 35:11(10:8) |                                              | Sixways Stadium, Worcester Widzów: 8418 Sędzia: Wayne Barnes |

| 29 września 201214:15 | Bath                                                           | 31:10(12:3) | Sale Sharks                              | The Recreation Ground, Bath Widzów: 11073 Sędzia: Sean Davey |
| 29 września 201214:15 | Ben Skirving 5 (P) David Wilson 5 (P) Olly Barkley 16 (2pd 4K) | 31:10(12:3) | Johnny Leota 5 (P) Nick MacLeod 5 (pd K) | The Recreation Ground, Bath Widzów: 11073 Sędzia: Sean Davey |
| 29 września 201214:15 | Andy Powell · Tom Brady                                        | 31:10(12:3) |                                          | The Recreation Ground, Bath Widzów: 11073 Sędzia: Sean Davey |

| 29 września 201214:15 | Leicester Tigers                               | 30:8(16:3) | Exeter                               | Welford Road, Leicester Widzów: 19292 Sędzia: Tim Wigglesworth |
| 29 września 201214:15 | Adam Thompstone 15 (3P) Toby Flood 15 (3pd 3K) | 30:8(16:3) | Ben White 5 (P) Ignacio Mieres 3 (K) | Welford Road, Leicester Widzów: 19292 Sędzia: Tim Wigglesworth |

| 30 września 201214:00 | Harlequins                             | 16:18(13:9) | Saracens             | Twickenham Stoop, Londyn Widzów: 14224 Sędzia: Andrew Small |
| 30 września 201214:00 | Danny Care 5 (P) Nick Evans 11 (pd 3K) | 16:18(13:9) | Owen Farrell 18 (6K) | Twickenham Stoop, Londyn Widzów: 14224 Sędzia: Andrew Small |
| 30 września 201214:00 | Ollie Kohn                             | 16:18(13:9) | George Kruis         | Twickenham Stoop, Londyn Widzów: 14224 Sędzia: Andrew Small |

| 30 września 201215:00 | London Welsh                                   | 25:31(9:18) | Gloucester                                                                            | Kassam Stadium, Oksford Widzów: 4548 Sędzia: Llyr ApGeraint Roberts |
| 30 września 201215:00 | Franck Montanella 5 (P) Gordon Ross 20 (pd 6K) | 25:31(9:18) | Billy Twelvetrees 3 (K) Freddie Burns 13 (2pd 3K) Shaun Knight 5 (P) Tom Savage 5 (P) | Kassam Stadium, Oksford Widzów: 4548 Sędzia: Llyr ApGeraint Roberts |
| 30 września 201215:00 | Nick Scott                                     | 25:31(9:18) | Freddie Burns                                                                         | Kassam Stadium, Oksford Widzów: 4548 Sędzia: Llyr ApGeraint Roberts |

| 5 października 201220:00 | Sale Sharks                         | 8:20(8:6) | Leicester Tigers                     | Salford City Stadium, Manchester Widzów: 8212 Sędzia: Wayne Barnes |
| 5 października 201220:00 | Nick MacLeod 3 (K) Rob Miller 5 (P) | 8:20(8:6) | Ben Youngs 5 (P) George Ford 15 (5K) | Salford City Stadium, Manchester Widzów: 8212 Sędzia: Wayne Barnes |
| 5 października 201220:00 | Joe Ward                            | 8:20(8:6) | Vereniki Goneva                      | Salford City Stadium, Manchester Widzów: 8212 Sędzia: Wayne Barnes |

| 6 października 201214:15 | Gloucester                                 | 16:10(6:10) | Bath                       | Kingsholm Stadium, Gloucester Widzów: 15677 Sędzia: Dave Pearson |
| 6 października 201214:15 | Freddie Burns 11 (pd dg 2K) Rob Cook 5 (P) | 16:10(6:10) | Stephen Donald 10 (P pd K) | Kingsholm Stadium, Gloucester Widzów: 15677 Sędzia: Dave Pearson |

| 6 października 201215:00 | Exeter | 42:28(16:18) | Harlequins                                                                     | Sandy Park, Exeter Widzów: 8472 Sędzia: Martin Fox |
| 6 października 201215:00 | Ben White 5 (P) Brett Sturgess 5 (P) Gareth Steenson 17 (4pd 3K) Jason Shoemark 10 (2P) Sireli Naqelevuki 5 (P) | 42:28(16:18) | Karl Dickson 5 (P) Nick Evans 13 (P pd 2K) Rory Clegg 5 (pd K) Ugo Monye 5 (P) | Sandy Park, Exeter Widzów: 8472 Sędzia: Martin Fox |
| 6 października 201215:00 | Dean Mumm | 42:28(16:18) |                                                                                | Sandy Park, Exeter Widzów: 8472 Sędzia: Martin Fox |

| 6 października 201215:00 | London Irish | 39:17(18:0) | Northampton Saints                                                      | Madejski Stadium, Reading Widzów: 7918 Sędzia: Mathieu Raynal |
| 6 października 201215:00 | David Paice 5 (P) Ian Humphreys 3 (dg) Jamie Gibson 5 (P) Jonathan Joseph 5 (P) Steve Shingler 16 (2pd 4K) Topsy Ojo 5 (P) | 39:17(18:0) | Ken Pisi 5 (P) Phil Dowson 5 (P) Stephen Myler 7 (2pd K) Tom Wood 5 (P) | Madejski Stadium, Reading Widzów: 7918 Sędzia: Mathieu Raynal |

| 7 października 201214:15 | London Welsh                                                    | 23:28(13:19) | Saracens                     | Kassam Stadium, Oksford Widzów: 4685 Sędzia: Luke Pearce |
| 7 października 201214:15 | Gavin Henson 13 (2pd 3K) Phil MacKenzie 5 (P) Tom Arscott 5 (P) | 23:28(13:19) | Charlie Hodgson 28 (P pd 7K) | Kassam Stadium, Oksford Widzów: 4685 Sędzia: Luke Pearce |
| 7 października 201214:15 | Jonathan Mills                                                  | 23:28(13:19) |                              | Kassam Stadium, Oksford Widzów: 4685 Sędzia: Luke Pearce |

| 7 października 201215:00 | London Wasps                                | 10:6(10:0) | Worcester Warriors  | Adams Park, High Wycombe Widzów: 5232 Sędzia: Llyr ApGeraint Roberts |
| 7 października 201215:00 | Simon McIntyre 5 (P) Stephen Jones 5 (pd K) | 10:6(10:0) | Andy Goode 6 (dg K) | Adams Park, High Wycombe Widzów: 5232 Sędzia: Llyr ApGeraint Roberts |

| 26 października 201220:00 | Worcester Warriors                        | 23:16(16:8) | Sale Sharks                                               | Sixways Stadium, Worcester Widzów: 8669 Sędzia: Greg Garner |
| 26 października 201220:00 | Andy Goode 18 (P 2pd 3K) David Lemi 5 (P) | 23:16(16:8) | Danny Cipriani 6 (2K) Mark Cueto 5 (P) Nick MacLeod 5 (P) | Sixways Stadium, Worcester Widzów: 8669 Sędzia: Greg Garner |

| 27 października 201214:30 | Bath                                                                                | 23:15(15:5) | Exeter                                                             | The Recreation Ground, Bath Widzów: 12200 Sędzia: Wayne Barnes |
| 27 października 201214:30 | Ben Williams 5 (P) Francois Louw 5 (P) Kyle Eastmond 5 (P) Stephen Donald 8 (pd 2K) | 23:15(15:5) | Brett Sturgess 5 (P) Gareth Steenson 3 (K) Ignacio Mieres 7 (P pd) | The Recreation Ground, Bath Widzów: 12200 Sędzia: Wayne Barnes |
| 27 października 201214:30 | Dan Hipkiss · Dan Hipkiss                                                           | 23:15(15:5) |                                                                    | The Recreation Ground, Bath Widzów: 12200 Sędzia: Wayne Barnes |

| 27 października 201215:00 | Northampton Saints                  | 6:16(3:10) | Saracens                                 | Franklin’s Gardens, Northampton Widzów: 13475 Sędzia: Andrew Small |
| 27 października 201215:00 | Ryan Lamb 3 (K) Stephen Myler 3 (K) | 6:16(3:10) | Alex Goode 5 (P) Owen Farrell 11 (pd 3K) | Franklin’s Gardens, Northampton Widzów: 13475 Sędzia: Andrew Small |

| 27 października 201216:45 | Gloucester                                                            | 27:21(17:11) | Leicester Tigers                           | Kingsholm Stadium, Gloucester Widzów: 15110 Sędzia: JP Doyle |
| 27 października 201216:45 | Akapusi Qera 5 (P) Charlie Sharples 5 (P) Freddie Burns 17 (P 3pd 2K) | 27:21(17:11) | Scott Hamilton 5 (P) Toby Flood 11 (pd 3K) | Kingsholm Stadium, Gloucester Widzów: 15110 Sędzia: JP Doyle |
| 27 października 201216:45 | Jimmy Cowan · Rob Cook                                                | 27:21(17:11) |                                            | Kingsholm Stadium, Gloucester Widzów: 15110 Sędzia: JP Doyle |

| 28 października 201214:15 | London Irish                                | 28:31(16:16) | Harlequins                                                                  | Madejski Stadium, Reading Widzów: 10247 Sędzia: Tim Wigglesworth |
| 28 października 201214:15 | Guy Armitage 5 (P) Ian Humphreys 23 (pd 7K) | 28:31(16:16) | Ben Botica 16 (2pd 4K) Danny Care 5 (P) Tom Casson 5 (P) Tom Williams 5 (P) | Madejski Stadium, Reading Widzów: 10247 Sędzia: Tim Wigglesworth |
| 28 października 201214:15 | Mike Brown                                  | 28:31(16:16) |                                                                             | Madejski Stadium, Reading Widzów: 10247 Sędzia: Tim Wigglesworth |

| 28 października 201215:00 | London Wasps                                                                        | 29:19(16:6) | London Welsh                                                                       | Adams Park, High Wycombe Widzów: 5964 Sędzia: Nigel Owens |
| 28 października 201215:00 | Christian Wade 10 (2P) Lee Thomas 6 (dg K) Nick Robinson 3 (K) Tom Varndell 10 (2P) | 29:19(16:6) | Franck Montanella 5 (P) Gavin Henson 6 (2K) Gordon Ross 3 (K) Phil MacKenzie 5 (P) | Adams Park, High Wycombe Widzów: 5964 Sędzia: Nigel Owens |

| 2 listopada 201220:00 | Sale Sharks                                                      | 21:9(15:3) | London Irish         | Salford City Stadium, Manchester Widzów: 5723 Sędzia: Sean Davey |
| 2 listopada 201220:00 | Danny Cipriani 8 (pd 2K) Johnny Leota 5 (P) Nick MacLeod 8 (P K) | 21:9(15:3) | Ian Humphreys 9 (3K) | Salford City Stadium, Manchester Widzów: 5723 Sędzia: Sean Davey |

| 3 listopada 201214:15 | Leicester Tigers                        | 16:12(6:6) | Northampton Saints | Welford Road, Leicester Widzów: 24000 Sędzia: Greg Garner |
| 3 listopada 201214:15 | George Ford 11 (pd 3K) Matt Smith 5 (P) | 16:12(6:6) | Ryan Lamb 12 (4K)  | Welford Road, Leicester Widzów: 24000 Sędzia: Greg Garner |
| 3 listopada 201214:15 | Ryan Lamb                               | 16:12(6:6) |                    | Welford Road, Leicester Widzów: 24000 Sędzia: Greg Garner |

| 3 listopada 201215:00 | Exeter | 33:9(19:3) | Worcester Warriors | Sandy Park, Exeter Widzów: 7295 Sędzia: David Rose |
| 3 listopada 201215:00 | Chris Budgen 5 (P) Gareth Steenson 16 (2pd 4K) Gonzalo Camacho 5 (P) Haydn Thomas 5 (P) Ignacio Mieres 2 (pd) | 33:9(19:3) | Andy Goode 9 (3K)  | Sandy Park, Exeter Widzów: 7295 Sędzia: David Rose |
| 3 listopada 201215:00 | Sam Betty | 33:9(19:3) |                    | Sandy Park, Exeter Widzów: 7295 Sędzia: David Rose |

| 3 listopada 201217:15 | Harlequins                                                                | 28:25(22:12) | Gloucester                                       | Twickenham Stoop, Londyn Widzów: 14517 Sędzia: Wayne Barnes |
| 3 listopada 201217:15 | Matt Hopper 5 (P) Mike Brown 5 (P) Nick Evans 13 (2pd 3K) Sam Smith 5 (P) | 28:25(22:12) | Billy Twelvetrees 5 (P) Freddie Burns 20 (pd 6K) | Twickenham Stoop, Londyn Widzów: 14517 Sędzia: Wayne Barnes |
| 3 listopada 201217:15 | Ben Morgan · Shane Monahan                                                | 28:25(22:12) |                                                  | Twickenham Stoop, Londyn Widzów: 14517 Sędzia: Wayne Barnes |

| 4 listopada 201214:00 | Saracens                                                           | 29:24(14:14) | London Wasps                                                                       | Vicarage Road, Watford Widzów: 6466 Sędzia: JP Doyle |
| 4 listopada 201214:00 | Alistair Hargreaves 5 (P) Charlie Hodgson 21 (7K) Nils Mordt 3 (K) | 29:24(14:14) | Charlie Davies 5 (P) Nick Robinson 12 (dg 3K) Tom Varndell 5 (P) Tommy Bell 2 (pd) | Vicarage Road, Watford Widzów: 6466 Sędzia: JP Doyle |
| 4 listopada 201214:00 | Alistair Hargreaves                                                | 29:24(14:14) |                                                                                    | Vicarage Road, Watford Widzów: 6466 Sędzia: JP Doyle |

| 4 listopada 201215:00 | London Welsh                                              | 16:9(6:3) | Bath                  | Kassam Stadium, Oksford Widzów: 5004 Sędzia: Andrew Small |
| 4 listopada 201215:00 | Gavin Henson 6 (2K) Gordon Ross 5 (pd K) Nick Scott 5 (P) | 16:9(6:3) | Stephen Donald 9 (3K) | Kassam Stadium, Oksford Widzów: 5004 Sędzia: Andrew Small |

| 23 listopada 201219:45 | Bath                   | 21:18(9:6) | Harlequins         | The Recreation Ground, Bath Widzów: 11666 Sędzia: JP Doyle |
| 23 listopada 201219:45 | Stephen Donald 21 (7K) | 21:18(9:6) | Nick Evans 18 (6K) | The Recreation Ground, Bath Widzów: 11666 Sędzia: JP Doyle |

| 23 listopada 201220:00 | Worcester Warriors    | 12:3(12:3) | Saracens         | Sixways Stadium, Worcester Widzów: 8848 Sędzia: Tim Wigglesworth |
| 23 listopada 201220:00 | Andy Goode 12 (dg 3K) | 12:3(12:3) | Nils Mordt 3 (K) | Sixways Stadium, Worcester Widzów: 8848 Sędzia: Tim Wigglesworth |

| 24 listopada 201212:00 | Gloucester                                   | 29:3(15:3) | Sale Sharks          | Kingsholm Stadium, Gloucester Widzów: 12501 Sędzia: Luke Pearce |
| 24 listopada 201212:00 | Akapusi Qera 5 (P) Freddie Burns 19 (2pd 5K) | 29:3(15:3) | Danny Cipriani 3 (K) | Kingsholm Stadium, Gloucester Widzów: 12501 Sędzia: Luke Pearce |

| 24 listopada 201213:00 | Northampton Saints                      | 23:16(17:10) | London Welsh                    | Franklin’s Gardens, Northampton Widzów: 11695 Sędzia: David Rose |
| 24 listopada 201213:00 | Ken Pisi 5 (P) Ryan Lamb 13 (2pd dg 2K) | 23:16(17:10) | Gordon Ross 11 (pd 3K)          | Franklin’s Gardens, Northampton Widzów: 11695 Sędzia: David Rose |
| 24 listopada 201213:00 | Gerrit-Jan van Velze                    | 23:16(17:10) | Dan Caprice · Franck Montanella | Franklin’s Gardens, Northampton Widzów: 11695 Sędzia: David Rose |

| 25 listopada 201214:30 | London Wasps                                             | 14:12(8:6) | Leicester Tigers    | Adams Park, High Wycombe Widzów: 7658 Sędzia: Sean Davey |
| 25 listopada 201214:30 | Lee Thomas 6 (2K) Nick Robinson 3 (K) Tom Varndell 5 (P) | 14:12(8:6) | George Ford 12 (4K) | Adams Park, High Wycombe Widzów: 7658 Sędzia: Sean Davey |

| 25 listopada 201215:00 | London Irish                                                  | 23:27(13:21) | Exeter                                                           | Madejski Stadium, Reading Widzów: 7270 Sędzia: Llyr ApGeraint Roberts |
| 25 listopada 201215:00 | Ian Humphreys 13 (2pd 3K) Leo Halavatau 5 (P) Topsy Ojo 5 (P) | 23:27(13:21) | Gareth Steenson 17 (pd 5K) Luke Arscott 5 (P) Phil Dollman 5 (P) | Madejski Stadium, Reading Widzów: 7270 Sędzia: Llyr ApGeraint Roberts |

| 30 listopada 201219:45 | Harlequins                                 | 22:19(16:14) | Worcester Warriors                                       | Twickenham Stoop, Londyn Widzów: 11630 Sędzia: Luke Pearce |
| 30 listopada 201219:45 | Matt Hopper 5 (P) Nick Evans 17 (pd dg 4K) | 22:19(16:14) | Andy Goode 9 (3K) David Lemi 5 (P) Errie Claassens 5 (P) | Twickenham Stoop, Londyn Widzów: 11630 Sędzia: Luke Pearce |
| 30 listopada 201219:45 | David Lemi · Semisi Taulava                | 22:19(16:14) |                                                          | Twickenham Stoop, Londyn Widzów: 11630 Sędzia: Luke Pearce |

| 30 listopada 201219:45 | Sale Sharks                                             | 16:27(3:27) | Northampton Saints                                                               | Salford City Stadium, Manchester Widzów: 5307 Sędzia: Llyr ApGeraint Roberts |
| 30 listopada 201219:45 | Nick MacLeod 6 (2K) Rob Miller 5 (P) Tommy Taylor 5 (P) | 16:27(3:27) | Jamie Elliott 5 (P) Ryan Lamb 12 (3pd dg K) Soane Tongaʻuiha 5 (P) Tom May 5 (P) | Salford City Stadium, Manchester Widzów: 5307 Sędzia: Llyr ApGeraint Roberts |

| 1 grudnia 201212:30 | Leicester Tigers                          | 17:12(0:5) | Bath                                                         | Welford Road, Leicester Widzów: 20170 Sędzia: Tim Wigglesworth |
| 1 grudnia 201212:30 | Adam Thompstone 5 (P) George Ford 12 (4K) | 17:12(0:5) | Stephen Donald 7 (P pd) Tom Biggs 5 (P)                      | Welford Road, Leicester Widzów: 20170 Sędzia: Tim Wigglesworth |
| 1 grudnia 201212:30 | Brett Deacon                              | 17:12(0:5) | Simon Taylor · Stephen Donald · Francois Louw · Matt Banahan | Welford Road, Leicester Widzów: 20170 Sędzia: Tim Wigglesworth |

| 1 grudnia 201213:00 | London Welsh        | 15:9(12:9) | London Irish                         | Kassam Stadium, Oksford Widzów: 3750 Sędzia: JP Doyle |
| 1 grudnia 201213:00 | Gordon Ross 15 (5K) | 15:9(12:9) | Ian Humphreys 3 (K) Tom Homer 6 (2K) | Kassam Stadium, Oksford Widzów: 3750 Sędzia: JP Doyle |
| 1 grudnia 201213:00 | Sonny Parker        | 15:9(12:9) | Matt Garvey · Chris Halaʻufia        | Kassam Stadium, Oksford Widzów: 3750 Sędzia: JP Doyle |

| 1 grudnia 201217:30 | Exeter                                                                                  | 30:23(20:20) | London Wasps                                                                 | Sandy Park, Exeter Widzów: 7557 Sędzia: Andrew Small |
| 1 grudnia 201217:30 | Chris Whitehead 5 (P) Gareth Steenson 15 (3pd 3K) Haydn Thomas 5 (P) Phil Dollman 5 (P) | 30:23(20:20) | Elliot Daly 5 (P) Lee Thomas 10 (2pd 2K) Tom Varndell 5 (P) Tommy Bell 3 (K) | Sandy Park, Exeter Widzów: 7557 Sędzia: Andrew Small |
| 1 grudnia 201217:30 | Elliot Daly · Joe Simpson                                                               | 30:23(20:20) |                                                                              | Sandy Park, Exeter Widzów: 7557 Sędzia: Andrew Small |

| 2 grudnia 201215:00 | Saracens                                              | 28:23(12:13) | Gloucester                                                        | Vicarage Road, Watford Widzów: 5960 Sędzia: Sean Davey |
| 2 grudnia 201215:00 | Charlie Hodgson 23 (pd 7K) Richard Wigglesworth 5 (P) | 28:23(12:13) | Akapusi Qera 5 (P) Billy Twelvetrees 13 (2pd 3K) Dan Murphy 5 (P) | Vicarage Road, Watford Widzów: 5960 Sędzia: Sean Davey |
| 2 grudnia 201215:00 | Richard Wigglesworth                                  | 28:23(12:13) | Dan Murphy · Sione Kalamafoni                                     | Vicarage Road, Watford Widzów: 5960 Sędzia: Sean Davey |

| 21 grudnia 201220:00 | Worcester Warriors                        | 13:6(6:6) | London Welsh       | Sixways Stadium, Worcester Widzów: 8911 Sędzia: Andrew Small |
| 21 grudnia 201220:00 | Andy Goode 8 (pd 2K) Semisi Taulava 5 (P) | 13:6(6:6) | Gordon Ross 6 (2K) | Sixways Stadium, Worcester Widzów: 8911 Sędzia: Andrew Small |
| 21 grudnia 201220:00 | Semisi Taulava                            | 13:6(6:6) |                    | Sixways Stadium, Worcester Widzów: 8911 Sędzia: Andrew Small |

| 22 grudnia 201213:15 | Bath                                                  | 0:22(0:16) | Saracens | The Recreation Ground, Bath Widzów: 12200 Sędzia: Greg Garner |
| 22 grudnia 201213:15 | Charlie Hodgson 17 (pd 5K) Richard Wigglesworth 5 (P) | 0:22(0:16) |          | The Recreation Ground, Bath Widzów: 12200 Sędzia: Greg Garner |

| 22 grudnia 201215:00 | Gloucester            | 18:16(6:6) | Exeter                                        | Kingsholm Stadium, Gloucester Widzów: 16121 Sędzia: Llyr ApGeraint Roberts |
| 22 grudnia 201215:00 | Freddie Burns 18 (6K) | 18:16(6:6) | Gareth Steenson 11 (pd 3K) Simon Alcott 5 (P) | Kingsholm Stadium, Gloucester Widzów: 16121 Sędzia: Llyr ApGeraint Roberts |

| 22 grudnia 201215:00 | London Irish         | 9:31(3:14) | Leicester Tigers                           | Madejski Stadium, Reading Widzów: 10958 Sędzia: Luke Pearce |
| 22 grudnia 201215:00 | Ian Humphreys 9 (3K) | 9:31(3:14) | Niall Morris 10 (2P) Toby Flood 11 (4pd K) | Madejski Stadium, Reading Widzów: 10958 Sędzia: Luke Pearce |
| 22 grudnia 201215:00 | Jamie Gibson         | 9:31(3:14) | Ben Youngs                                 | Madejski Stadium, Reading Widzów: 10958 Sędzia: Luke Pearce |

| 22 grudnia 201215:15 | Northampton Saints                   | 9:18(3:6) | Harlequins         | Franklin’s Gardens, Northampton Widzów: 13475 Sędzia: Wayne Barnes |
| 22 grudnia 201215:15 | Ryan Lamb 3 (K) Stephen Myler 6 (2K) | 9:18(3:6) | Nick Evans 18 (6K) | Franklin’s Gardens, Northampton Widzów: 13475 Sędzia: Wayne Barnes |
| 22 grudnia 201215:15 | James Johnston                       | 9:18(3:6) |                    | Franklin’s Gardens, Northampton Widzów: 13475 Sędzia: Wayne Barnes |

| 23 grudnia 201214:00 | London Wasps                                                                        | 25:18(9:8) | Sale Sharks                                                                    | Adams Park, High Wycombe Widzów: 6486 Sędzia: JP Doyle |
| 23 grudnia 201214:00 | Elliot Daly 3 (K) Nick Robinson 3 (K) Stephen Jones 14 (pd 4K) T. Rhys Thomas 5 (P) | 25:18(9:8) | Johnny Leota 5 (P) Nick MacLeod 3 (K) Richie Vernon 5 (P) Rob Miller 8 (pd 2K) | Adams Park, High Wycombe Widzów: 6486 Sędzia: JP Doyle |

| 28 grudnia 201220:00 | Sale Sharks                                                                       | 33:27(14:16) | Worcester Warriors                                      | Salford City Stadium, Manchester Widzów: 6347 Sędzia: Wayne Barnes |
| 28 grudnia 201220:00 | Danny Cipriani 18 (3pd 4K) James Gaskell 5 (P) Mark Cueto 5 (P) Richie Gray 5 (P) | 33:27(14:16) | Andy Goode 17 (pd 5K) Matt Kvesic 5 (P) Neil Best 5 (P) | Salford City Stadium, Manchester Widzów: 6347 Sędzia: Wayne Barnes |
| 28 grudnia 201220:00 | Fraser McKenzie                                                                   | 33:27(14:16) | Chris Pennell · Nikki Walker                            | Salford City Stadium, Manchester Widzów: 6347 Sędzia: Wayne Barnes |

| 29 grudnia 201214:15 | Harlequins                              | 26:15(6:6) | London Irish          | Twickenham Stadium Londyn Widzów: 82000 Sędzia: Greg Garner |
| 29 grudnia 201214:15 | Danny Care 5 (P) Nick Evans 16 (2pd 4K) | 26:15(6:6) | Ian Humphreys 15 (5K) | Twickenham Stadium Londyn Widzów: 82000 Sędzia: Greg Garner |
| 29 grudnia 201214:15 | Patrick Phibbs                          | 26:15(6:6) |                       | Twickenham Stadium Londyn Widzów: 82000 Sędzia: Greg Garner |

| 29 grudnia 201215:00 | Exeter                  | 12:12(6:5) | Bath                                         | Sandy Park, Exeter Widzów: 10744 Sędzia: David Rose |
| 29 grudnia 201215:00 | Gareth Steenson 12 (4K) | 12:12(6:5) | Michael Claassens 5 (P) Tom Heathcote 2 (pd) | Sandy Park, Exeter Widzów: 10744 Sędzia: David Rose |

| 29 grudnia 201215:00 | London Welsh        | 15:34(12:6) | London Wasps | Kassam Stadium, Oksford Widzów: 10045 Sędzia: Tim Wigglesworth |
| 29 grudnia 201215:00 | Gordon Ross 15 (5K) | 15:34(12:6) | Elliot Daly 8 (P K) Joe Simpson 5 (P) Nick Robinson 9 (3K) Stephen Jones 2 (pd) Tom Varndell 5 (P) Will Taylor 5 (P) | Kassam Stadium, Oksford Widzów: 10045 Sędzia: Tim Wigglesworth |

| 29 grudnia 201217:00 | Leicester Tigers                                            | 17:12(3:6) | Gloucester                | Welford Road, Leicester Widzów: 24000 Sędzia: Andrew Small |
| 29 grudnia 201217:00 | Anthony Allen 5 (P) Geordan Murphy 3 (K) George Ford 9 (3K) | 17:12(3:6) | Freddie Burns 12 (4K)     | Welford Road, Leicester Widzów: 24000 Sędzia: Andrew Small |
| 29 grudnia 201217:00 | Ben Youngs · George Ford                                    | 17:12(3:6) | Shaun Knight · Will James | Welford Road, Leicester Widzów: 24000 Sędzia: Andrew Small |

| 30 grudnia 201214:15 | Saracens                                                   | 17:16(11:10) | Northampton Saints                         | stadium:mk, Milton Keynes Widzów: 18856 Sędzia: JP Doyle |
| 30 grudnia 201214:15 | Charlie Hodgson 6 (2K) John Smit 5 (P) Owen Farrell 6 (2K) | 17:16(11:10) | Phil Dowson 5 (P) Stephen Myler 11 (pd 3K) | stadium:mk, Milton Keynes Widzów: 18856 Sędzia: JP Doyle |

| 4 stycznia 201320:00 | Worcester Warriors                 | 14:19(14:5) | Leicester Tigers                        | Sixways Stadium, Worcester Widzów: 12024 Sędzia: JP Doyle |
| 4 stycznia 201320:00 | Andy Goode 9 (3K) David Lemi 5 (P) | 14:19(14:5) | Scott Hamilton 5 (P) Toby Flood 4 (2pd) | Sixways Stadium, Worcester Widzów: 12024 Sędzia: JP Doyle |
| 4 stycznia 201320:00 | Andy Goode                         | 14:19(14:5) | Martin Castrogiovanni                   | Sixways Stadium, Worcester Widzów: 12024 Sędzia: JP Doyle |

| 5 stycznia 201315:00 | Exeter                                                                | 19:30(6:13) | Northampton Saints                                                                         | Sandy Park, Exeter Widzów: 8357 Sędzia: Greg Garner |
| 5 stycznia 201315:00 | Gareth Steenson 12 (4K) Ignacio Mieres 2 (pd) Sireli Naqelevuki 5 (P) | 19:30(6:13) | Gerrit-Jan van Velze 5 (P) Ken Pisi 5 (P) Soane Tongaʻuiha 5 (P) Stephen Myler 15 (3pd 3K) | Sandy Park, Exeter Widzów: 8357 Sędzia: Greg Garner |
| 5 stycznia 201315:00 | Dylan Hartley                                                         | 19:30(6:13) |                                                                                            | Sandy Park, Exeter Widzów: 8357 Sędzia: Greg Garner |

| 5 stycznia 201315:00 | Gloucester            | 12:18(6:15) | London Irish                                                      | Kingsholm Stadium, Gloucester Widzów: 13171 Sędzia: David Rose |
| 5 stycznia 201315:00 | Freddie Burns 12 (4K) | 12:18(6:15) | George Skivington 10 (2P) Steve Shingler 5 (pd K) Tom Homer 3 (K) | Kingsholm Stadium, Gloucester Widzów: 13171 Sędzia: David Rose |
| 5 stycznia 201315:00 | Will James            | 12:18(6:15) |                                                                   | Kingsholm Stadium, Gloucester Widzów: 13171 Sędzia: David Rose |

| 6 stycznia 201315:00 | London Wasps                                                                        | 29:15(16:12) | Bath                                                                                   | Adams Park, High Wycombe Widzów: 7046 Sędzia: Andrew Small |
| 6 stycznia 201315:00 | Chris Bell 5 (P) Christian Wade 5 (P) Nick Robinson 2 (pd) Stephen Jones 17 (pd 5K) | 29:15(16:12) | Michael Claassens 5 (P) Nick Abendanon 5 (P) Stephen Donald 2 (pd) Tom Heathcote 3 (K) | Adams Park, High Wycombe Widzów: 7046 Sędzia: Andrew Small |
| 6 stycznia 201315:00 | Tom Varndell                                                                        | 29:15(16:12) | Dominic Day · Nick Abendanon                                                           | Adams Park, High Wycombe Widzów: 7046 Sędzia: Andrew Small |

| 6 stycznia 201315:00 | London Welsh                                              | 26:31(6:21) | Harlequins                                                                     | Kassam Stadium, Oksford Widzów: 4653 Sędzia: Llyr ApGeraint Roberts |
| 6 stycznia 201315:00 | Ed Jackson 5 (P) Gordon Ross 16 (2pd 4K) Nick Scott 5 (P) | 26:31(6:21) | Chris Robshaw 5 (P) Danny Care 5 (P) George Lowe 5 (P) Nick Evans 16 (P 4pd K) | Kassam Stadium, Oksford Widzów: 4653 Sędzia: Llyr ApGeraint Roberts |
| 6 stycznia 201315:00 | James Tideswell · Kirill Kulemin                          | 26:31(6:21) | George Robson                                                                  | Kassam Stadium, Oksford Widzów: 4653 Sędzia: Llyr ApGeraint Roberts |

| 6 stycznia 201315:00 | Saracens                                                            | 32:12(15:6) | Sale Sharks            | Vicarage Road, Watford Widzów: 5472 Sędzia: Tim Wigglesworth |
| 6 stycznia 201315:00 | Charlie Hodgson 5 (P) David Strettle 5 (P) Owen Farrell 22 (2pd 6K) | 32:12(15:6) | Danny Cipriani 12 (4K) | Vicarage Road, Watford Widzów: 5472 Sędzia: Tim Wigglesworth |

| 8 lutego 201319:45 | Sale Sharks                                                                                   | 21:16(5:13) | Exeter                                         | Salford City Stadium, Manchester Widzów: 8232 Sędzia: Greg Garner |
| 8 lutego 201319:45 | Dan Braid 5 (P) Danny Cipriani 3 (K) Mark Cueto 5 (P) Nick MacLeod 3 (dg) Rob Miller 5 (pd K) | 21:16(5:13) | Gareth Steenson 11 (pd 3K) Watisoni Votu 5 (P) | Salford City Stadium, Manchester Widzów: 8232 Sędzia: Greg Garner |
| 8 lutego 201319:45 | Kearnan Myall                                                                                 | 21:16(5:13) | Kai Horstmann                                  | Salford City Stadium, Manchester Widzów: 8232 Sędzia: Greg Garner |

| 9 lutego 201312:30 | Northampton Saints                     | 11:27(6:17) | Gloucester                            | Franklin’s Gardens, Northampton Widzów: 12742 Sędzia: Martin Fox |
| 9 lutego 201312:30 | Phil Dowson 5 (P) Stephen Myler 6 (2K) | 11:27(6:17) | Jonny May 10 (2P) Rob Cook 17 (pd 5K) | Franklin’s Gardens, Northampton Widzów: 12742 Sędzia: Martin Fox |
| 9 lutego 201312:30 | Gerrit-Jan van Velze · Samu Manoa      | 11:27(6:17) | Jonny May                             | Franklin’s Gardens, Northampton Widzów: 12742 Sędzia: Martin Fox |

| 9 lutego 201314:15 | Bath | 32:9(13:9) | Worcester Warriors                          | The Recreation Ground, Bath Widzów: 10989 Sędzia: Wayne Barnes |
| 9 lutego 201314:15 | Horacio Agulla 10 (2P) Peter Stringer 5 (P) Rob Webber 5 (P) Stephen Donald 3 (K) Tom Biggs 5 (P) Tom Heathcote 4 (2pd) | 32:9(13:9) | Danny Gray 9 (3K)                           | The Recreation Ground, Bath Widzów: 10989 Sędzia: Wayne Barnes |
| 9 lutego 201314:15 | Dave Attwood | 32:9(13:9) | Craig Gillies · David Lemi · Dean Schofield | The Recreation Ground, Bath Widzów: 10989 Sędzia: Wayne Barnes |

| 9 lutego 201315:00 | Leicester Tigers                                                                  | 28:12(16:3) | London Welsh        | Welford Road, Leicester Widzów: 20065 Sędzia: Tim Wigglesworth |
| 9 lutego 201315:00 | Adam Thompstone 5 (P) Dan Bowden 5 (P) George Ford 13 (2pd 3K) Niall Morris 5 (P) | 28:12(16:3) | Gordon Ross 12 (4K) | Welford Road, Leicester Widzów: 20065 Sędzia: Tim Wigglesworth |
| 9 lutego 201315:00 | Jordan Crane                                                                      | 28:12(16:3) | Mike Hills          | Welford Road, Leicester Widzów: 20065 Sędzia: Tim Wigglesworth |

| 9 lutego 201315:00 | London Irish                                                      | 29:16(9:9) | Saracens                                        | Madejski Stadium, Reading Widzów: 9245 Sędzia: Andrew Small |
| 9 lutego 201315:00 | Ofisa Treviranus 5 (P) Shane Geraghty 5 (P) Tom Homer 19 (2pd 5K) | 29:16(9:9) | Charlie Hodgson 11 (pd 3K) David Strettle 5 (P) | Madejski Stadium, Reading Widzów: 9245 Sędzia: Andrew Small |

| 9 lutego 201320:00 | Harlequins                              | 16:17(13:14) | London Wasps                                                    | Twickenham Stoop, Londyn Widzów: 12552 Sędzia: JP Doyle |
| 9 lutego 201320:00 | Matt Hopper 5 (P) Nick Evans 11 (pd 3K) | 16:17(13:14) | Christian Wade 5 (P) Nick Robinson 7 (2pd K) Tom Varndell 5 (P) | Twickenham Stoop, Londyn Widzów: 12552 Sędzia: JP Doyle |
| 9 lutego 201320:00 | Chris Bell                              | 16:17(13:14) |                                                                 | Twickenham Stoop, Londyn Widzów: 12552 Sędzia: JP Doyle |

| 16 lutego 201314:15 | Bath | 40:16(17:9) | London Irish                                            | The Recreation Ground, Bath Widzów: 11879 Sędzia: David Rose |
| 16 lutego 201314:15 | Anthony Perenise 5 (P) Nathan Catt 5 (P) Nick Abendanon 5 (P) Stephen Donald 3 (K) Tom Heathcote 17 (4pd 3K) | 40:16(17:9) | Ian Humphreys 2 (pd) Jack Moates 5 (P) Tom Homer 9 (3K) | The Recreation Ground, Bath Widzów: 11879 Sędzia: David Rose |
| 16 lutego 201314:15 | Jon Fisher · Tom Homer · Topsy Ojo                                                                           | 40:16(17:9) |                                                         | The Recreation Ground, Bath Widzów: 11879 Sędzia: David Rose |

| 16 lutego 201315:00 | Saracens                                                              | 31:11(7:3) | Exeter                                      | Allianz Park, Londyn Widzów: 9997 Sędzia: Martin Fox |
| 16 lutego 201315:00 | Charlie Hodgson 16 (P 4pd K) Mako Vunipola 10 (2P) Matt Stevens 5 (P) | 31:11(7:3) | Gareth Steenson 6 (2K) Richard Baxter 5 (P) | Allianz Park, Londyn Widzów: 9997 Sędzia: Martin Fox |
| 16 lutego 201315:00 | Luke Arscott                                                          | 31:11(7:3) |                                             | Allianz Park, Londyn Widzów: 9997 Sędzia: Martin Fox |

| 16 lutego 201315:00 | Worcester Warriors | 18:27(12:9) | Northampton Saints                        | Sixways Stadium, Worcester Widzów: 9013 Sędzia: Greg Garner |
| 16 lutego 201315:00 | Andy Goode 18 (6K) | 18:27(12:9) | Samu Manoa 5 (P) Stephen Myler 17 (pd 5K) | Sixways Stadium, Worcester Widzów: 9013 Sędzia: Greg Garner |
| 16 lutego 201315:00 | Neil Best          | 18:27(12:9) | Courtney Lawes · Dylan Hartley            | Sixways Stadium, Worcester Widzów: 9013 Sędzia: Greg Garner |

| 16 lutego 201317:15 | Harlequins                             | 25:21(12:18) | Leicester Tigers                              | Twickenham Stoop, Londyn Widzów: 14800 Sędzia: Wayne Barnes |
| 16 lutego 201317:15 | Ben Botica 20 (pd 6K) Danny Care 5 (P) | 25:21(12:18) | Adam Thompstone 5 (P) Toby Flood 16 (P pd 3K) | Twickenham Stoop, Londyn Widzów: 14800 Sędzia: Wayne Barnes |

| 17 lutego 201313:00 | London Wasps | 33:29(13:10) | Gloucester                                                                                        | Adams Park, High Wycombe Widzów: 6076 Sędzia: Andrew Small |
| 17 lutego 201313:00 | Ashley Johnson 5 (P) Billy Vunipola 5 (P) Christian Wade 5 (P) Nick Robinson 5 (pd K) Stephen Jones 13 (2pd 3K) | 33:29(13:10) | Charlie Sharples 5 (P) Dan Robson 5 (P) Mike Tindall 7 (P pd) Rob Cook 7 (2pd K) Ryan Mills 5 (P) | Adams Park, High Wycombe Widzów: 6076 Sędzia: Andrew Small |

| 17 lutego 201315:00 | London Welsh                                                    | 25:26(12:13) | Sale Sharks                                                                    | Kassam Stadium, Oksford Widzów: 4074 Sędzia: JP Doyle |
| 17 lutego 201315:00 | Alex Davies 12 (4K) Gavin Henson 8 (pd 2K) Phil MacKenzie 5 (P) | 25:26(12:13) | Dan Braid 5 (P) Danny Cipriani 13 (2pd 3K) Nick MacLeod 3 (K) Will Cliff 5 (P) | Kassam Stadium, Oksford Widzów: 4074 Sędzia: JP Doyle |

| 22 lutego 201319:45 | Gloucester                                                | 29:23(13:10) | Worcester Warriors                                                           | Kingsholm Stadium, Gloucester Widzów: 14362 Sędzia: David Rose |
| 22 lutego 201319:45 | Henry Trinder 5 (P) Rob Cook 16 (2pd 4K) Ryan Mills 3 (K) | 29:23(13:10) | Alex Grove 5 (P) Andy Goode 10 (2pd 2K) Danny Gray 3 (K) Josh Matavesi 5 (P) | Kingsholm Stadium, Gloucester Widzów: 14362 Sędzia: David Rose |
| 22 lutego 201319:45 | Sam Betty · Errie Claassens                               | 29:23(13:10) |                                                                              | Kingsholm Stadium, Gloucester Widzów: 14362 Sędzia: David Rose |

| 22 lutego 201320:00 | Sale Sharks                                                                          | 21:30(7:13) | Harlequins                                                                         | Salford City Stadium, Manchester Widzów: 7103 Sędzia: Martin Fox |
| 22 lutego 201320:00 | Cameron Shepherd 5 (P) Danny Cipriani 6 (3pd) Richie Vernon 5 (P) Sam Tuitupou 5 (P) | 21:30(7:13) | Ben Botica 15 (3pd 3K) Charlie Matthews 5 (P) Nick Easter 5 (P) Tom Williams 5 (P) | Salford City Stadium, Manchester Widzów: 7103 Sędzia: Martin Fox |
| 22 lutego 201320:00 | Sam Tuitupou                                                                         | 21:30(7:13) | Maurie Fa'asavalu                                                                  | Salford City Stadium, Manchester Widzów: 7103 Sędzia: Martin Fox |

| 23 lutego 201315:00 | Exeter | 47:16(19:9) | London Welsh                                 | Sandy Park, Exeter Widzów: 7317 Sędzia: Andrew Small |
| 23 lutego 201315:00 | Damian Welch 5 (P) Gareth Steenson 22 (5pd 4K) Jack Nowell 5 (P) Jack Yeandle 5 (P) Sireli Naqelevuki 5 (P) Tom Hayes 5 (P) | 47:16(19:9) | Gavin Henson 11 (pd 3K) Phil MacKenzie 5 (P) | Sandy Park, Exeter Widzów: 7317 Sędzia: Andrew Small |

| 23 lutego 201315:00 | Northampton Saints                          | 25:23(11:9) | Bath                                              | Franklin’s Gardens, Northampton Widzów: 12291 Sędzia: Luke Pearce |
| 23 lutego 201315:00 | Jamie Elliott 10 (2P) Stephen Myler 15 (5K) | 25:23(11:9) | Semesa Rokoduguni 5 (P) Tom Heathcote 13 (2pd 3K) | Franklin’s Gardens, Northampton Widzów: 12291 Sędzia: Luke Pearce |

| 23 lutego 201320:00 | Leicester Tigers                                            | 27:32(17:6) | Saracens                                                                               | Welford Road, Leicester Widzów: 20728 Sędzia: JP Doyle |
| 23 lutego 201320:00 | Dan Bowden 5 (P) George Ford 12 (3pd 2K) Julian Salvi 5 (P) | 27:32(17:6) | Charlie Hodgson 12 (3pd 2K) Chris Wyles 5 (P) David Strettle 10 (2P) James Short 5 (P) | Welford Road, Leicester Widzów: 20728 Sędzia: JP Doyle |
| 23 lutego 201320:00 | David Strettle · Duncan Taylor                              | 27:32(17:6) |                                                                                        | Welford Road, Leicester Widzów: 20728 Sędzia: JP Doyle |

| 24 lutego 201312:05 | London Irish                                                  | 30:19(14:16) | London Wasps                                  | Madejski Stadium, Reading Widzów: 7184 Sędzia: Tim Wigglesworth |
| 24 lutego 201312:05 | Marland Yarde 5 (P) Shane Geraghty 5 (P) Tom Homer 20 (pd 6K) | 30:19(14:16) | Christian Wade 5 (P) Stephen Jones 14 (pd 4K) | Madejski Stadium, Reading Widzów: 7184 Sędzia: Tim Wigglesworth |
| 24 lutego 201312:05 | Chris Halaʻufia                                               | 30:19(14:16) |                                               | Madejski Stadium, Reading Widzów: 7184 Sędzia: Tim Wigglesworth |

| 1 marca 201320:00 | Bath                                                          | 31:25(20:15) | Gloucester                                                                    | The Recreation Ground, Bath Widzów: 11953 Sędzia: Tim Wigglesworth |
| 1 marca 201320:00 | Kyle Eastmond 5 (P) Tom Biggs 5 (P) Tom Heathcote 16 (2pd 4K) | 31:25(20:15) | Freddie Burns 2 (pd) Henry Trinder 5 (P) Jonny May 10 (2P) Rob Cook 8 (pd 2K) | The Recreation Ground, Bath Widzów: 11953 Sędzia: Tim Wigglesworth |
| 1 marca 201320:00 | Carl Fearns                                                   | 31:25(20:15) | Charlie Sharples · Darren Dawidiuk                                            | The Recreation Ground, Bath Widzów: 11953 Sędzia: Tim Wigglesworth |

| 1 marca 201320:00 | Worcester Warriors                                                                                            | 29:23(15:6) | London Wasps                                                                         | Sixways Stadium, Worcester Widzów: 9214 Sędzia: Greg Garner |
| 1 marca 201320:00 | Andy Goode 5 (pd K) Blair Cowan 5 (P) Chris Pennell 5 (P) Danny Gray 4 (2pd) David Lemi 5 (P) Jonny Arr 5 (P) | 29:23(15:6) | Ashley Johnson 5 (P) Jack Wallace 5 (P) Nick Robinson 8 (pd 2K) T. Rhys Thomas 5 (P) | Sixways Stadium, Worcester Widzów: 9214 Sędzia: Greg Garner |
| 1 marca 201320:00 | Josh Drauniniu                                                                                                | 29:23(15:6) | Andrea Masi                                                                          | Sixways Stadium, Worcester Widzów: 9214 Sędzia: Greg Garner |

| 2 marca 201315:00 | Leicester Tigers                                                               | 48:10(27:3) | Sale Sharks                                                | Welford Road, Leicester Widzów: 20585 Sędzia: Wayne Barnes |
| 2 marca 201315:00 | Ed Slater 10 (2P) George Ford 18 (6pd 2K) Mathew Tait 5 (P) Matt Smith 10 (2P) | 48:10(27:3) | Andy Powell 5 (P) Danny Cipriani 2 (pd) Nick MacLeod 3 (K) | Welford Road, Leicester Widzów: 20585 Sędzia: Wayne Barnes |
| 2 marca 201315:00 | Tom Brady                                                                      | 48:10(27:3) |                                                            | Welford Road, Leicester Widzów: 20585 Sędzia: Wayne Barnes |

| 2 marca 201315:00 | Northampton Saints | 40:14(14:9) | London Irish                        | Franklin’s Gardens, Northampton Widzów: 12465 Sędzia: JP Doyle |
| 2 marca 201315:00 | Gerrit-Jan van Velze 5 (P) Jamie Elliott 15 (3P) Ryan Lamb 2 (pd) Samu Manoa 5 (P) Soane Tongaʻuiha 5 (P) Stephen Myler 8 (4pd) | 40:14(14:9) | Guy Armitage 5 (P) Tom Homer 9 (3K) | Franklin’s Gardens, Northampton Widzów: 12465 Sędzia: JP Doyle |

| 2 marca 201315:15 | Harlequins                                            | 16:27(10:9) | Exeter                                                           | Twickenham Stoop, Londyn Widzów: 14800 Sędzia: David Rose |
| 2 marca 201315:15 | Ben Botica 6 (2K) Nick Evans 5 (pd K) Ugo Monye 5 (P) | 16:27(10:9) | Damian Welch 5 (P) Gareth Steenson 17 (pd 5K) Luke Arscott 5 (P) | Twickenham Stoop, Londyn Widzów: 14800 Sędzia: David Rose |

| 3 marca 201314:15 | Saracens                                                                              | 35:14(16:11) | London Welsh                              | Allianz Park, Londyn Widzów: 9968 Sędzia: Luke Pearce |
| 3 marca 201314:15 | Charlie Hodgson 15 (3pd 3K) David Strettle 5 (P) Joel Tomkins 5 (P) Will Fraser 5 (P) | 35:14(16:11) | Gavin Henson 9 (dg 2K) Seb Stegmann 5 (P) | Allianz Park, Londyn Widzów: 9968 Sędzia: Luke Pearce |
| 3 marca 201314:15 | Phil MacKenzie · Tom Bristow                                                          | 35:14(16:11) |                                           | Allianz Park, Londyn Widzów: 9968 Sędzia: Luke Pearce |

| 22 marca 201320:00 | Sale Sharks         | 14:13(9:3) | Bath                                         | Salford City Stadium, Manchester Widzów: 6541 Sędzia: JP Doyle |
| 22 marca 201320:00 | Nick MacLeod 9 (3K) | 14:13(9:3) | Horacio Agulla 5 (P) Tom Heathcote 8 (pd 2K) | Salford City Stadium, Manchester Widzów: 6541 Sędzia: JP Doyle |

| 23 marca 201315:00 | Gloucester            | 15:14(6:6) | London Welsh                            | Kingsholm Stadium, Gloucester Widzów: 14627 Sędzia: Martin Fox |
| 23 marca 201315:00 | Freddie Burns 15 (5K) | 15:14(6:6) | Gordon Ross 9 (3K) Phil MacKenzie 5 (P) | Kingsholm Stadium, Gloucester Widzów: 14627 Sędzia: Martin Fox |
| 23 marca 201315:00 | Jonny May             | 15:14(6:6) |                                         | Kingsholm Stadium, Gloucester Widzów: 14627 Sędzia: Martin Fox |

| 23 marca 201315:00 | London Irish                                                                     | 26:6(16:6) | Worcester Warriors | Madejski Stadium, Reading Widzów: 19523 Sędzia: Wayne Barnes |
| 23 marca 201315:00 | Chris Halaʻufia 5 (P) Halani Aulika 5 (P) Matt Garvey 5 (P) Tom Homer 11 (pd 3K) | 26:6(16:6) | Andy Goode 6 (2K)  | Madejski Stadium, Reading Widzów: 19523 Sędzia: Wayne Barnes |

| 23 marca 201315:15 | London Wasps                                                    | 24:26(16:19) | Northampton Saints                                                              | Adams Park, High Wycombe Widzów: 7193 Sędzia: David Rose |
| 23 marca 201315:15 | Elliot Daly 8 (P K) Stephen Jones 11 (pd 3K) Tom Varndell 5 (P) | 24:26(16:19) | Christian Day 5 (P) Dylan Hartley 5 (P) Lee Dickson 5 (P) Stephen Myler 6 (3pd) | Adams Park, High Wycombe Widzów: 7193 Sędzia: David Rose |
| 23 marca 201315:15 | Ashley Johnson · T. Rhys Thomas · Tom Palmer                    | 24:26(16:19) |                                                                                 | Adams Park, High Wycombe Widzów: 7193 Sędzia: David Rose |

| 23 marca 201317:00 | Exeter                 | 9:12(9:9) | Leicester Tigers   | Sandy Park, Exeter Widzów: 10427 Sędzia: Tim Wigglesworth |
| 23 marca 201317:00 | Gareth Steenson 9 (3K) | 9:12(9:9) | Toby Flood 12 (4K) | Sandy Park, Exeter Widzów: 10427 Sędzia: Tim Wigglesworth |

| 24 marca 201314:00 | Saracens                                                     | 27:12(17:9) | Harlequins         | Allianz Park, Londyn Widzów: 9996 Sędzia: Greg Garner |
| 24 marca 201314:00 | Owen Farrell 17 (pd 5K) Schalk Brits 5 (P) Will Fraser 5 (P) | 27:12(17:9) | Nick Evans 12 (4K) | Allianz Park, Londyn Widzów: 9996 Sędzia: Greg Garner |
| 24 marca 201314:00 | Chris Ashton                                                 | 27:12(17:9) | Joe Marler         | Allianz Park, Londyn Widzów: 9996 Sędzia: Greg Garner |

| 29 marca 201319:45 | Gloucester                                                 | 17:15(3:12) | Harlequins                                             | Kingsholm Stadium, Gloucester Widzów: 14699 Sędzia: JP Doyle |
| 29 marca 201319:45 | Akapusi Qera 5 (P) Freddie Burns 7 (2pd K) Jonny May 5 (P) | 17:15(3:12) | Nick Evans 5 (pd K) Rob Buchanan 5 (P) Sam Smith 5 (P) | Kingsholm Stadium, Gloucester Widzów: 14699 Sędzia: JP Doyle |
| 29 marca 201319:45 | Joe Gray                                                   | 17:15(3:12) |                                                        | Kingsholm Stadium, Gloucester Widzów: 14699 Sędzia: JP Doyle |

| 30 marca 201314:15 | Bath | 40:25(20:9) | London Welsh                            | The Recreation Ground, Bath Widzów: 11621 Sędzia: Tim Wigglesworth |
| 30 marca 201314:15 | Carl Fearns 5 (P) Horacio Agulla 5 (P) Matt Banahan 5 (P) Michael Claassens 5 (P) Semesa Rokoduguni 5 (P) Stephen Donald 8 (pd 2K) Tom Heathcote 7 (2pd K) | 40:25(20:9) | Alex Davies 20 (pd 6K) Seb Jewell 5 (P) | The Recreation Ground, Bath Widzów: 11621 Sędzia: Tim Wigglesworth |

| 30 marca 201315:00 | London Wasps                                                 | 13:22(13:8) | Saracens                                                  | Adams Park, High Wycombe Widzów: 8078 Sędzia: Martin Fox |
| 30 marca 201315:00 | Christian Wade 5 (P) Elliot Daly 6 (2K) Stephen Jones 2 (pd) | 13:22(13:8) | Chris Ashton 5 (P) Chris Wyles 5 (P) Owen Farrell 12 (4K) | Adams Park, High Wycombe Widzów: 8078 Sędzia: Martin Fox |
| 30 marca 201315:00 | Sakaria Taulafo                                              | 13:22(13:8) | Mouritz Botha                                             | Adams Park, High Wycombe Widzów: 8078 Sędzia: Martin Fox |

| 30 marca 201315:00 | Northampton Saints    | 8:36(3:12) | Leicester Tigers                                                                 | Franklin’s Gardens, Northampton Widzów: 13479 Sędzia: Wayne Barnes |
| 30 marca 201315:00 | Stephen Myler 8 (P K) | 8:36(3:12) | Manu Tuilagi 10 (2P) Mathew Tait 5 (P) Niall Morris 5 (P) Toby Flood 16 (2pd 4K) | Franklin’s Gardens, Northampton Widzów: 13479 Sędzia: Wayne Barnes |
| 30 marca 201315:00 | Courtney Lawes        | 8:36(3:12) | Niall Morris                                                                     | Franklin’s Gardens, Northampton Widzów: 13479 Sędzia: Wayne Barnes |

| 30 marca 201315:00 | Worcester Warriors                                          | 18:24(6:14) | Exeter                                                          | Sixways Stadium, Worcester Widzów: 9130 Sędzia: David Rose |
| 30 marca 201315:00 | Andy Goode 8 (pd 2K) Josh Drauniniu 5 (P) Matt Kvesic 5 (P) | 18:24(6:14) | Dean Mumm 5 (P) Gareth Steenson 14 (P 3pd K) Luke Arscott 5 (P) | Sixways Stadium, Worcester Widzów: 9130 Sędzia: David Rose |
| 30 marca 201315:00 | Josh Matavesi                                               | 18:24(6:14) |                                                                 | Sixways Stadium, Worcester Widzów: 9130 Sędzia: David Rose |

| 31 marca 201314:15 | London Irish                                                                  | 33:33(20:22) | Sale Sharks                                                                                          | Madejski Stadium, Reading Widzów: 6968 Sędzia: Greg Garner |
| 31 marca 201314:15 | Guy Armitage 5 (P) Halani Aulika 5 (P) Max Lahiff 5 (P) Tom Homer 18 (3pd 4K) | 33:33(20:22) | Henry Thomas 5 (P) James Gaskell 5 (P) Kearnan Myall 5 (P) Mark Cueto 5 (P) Nick MacLeod 13 (2pd 3K) | Madejski Stadium, Reading Widzów: 6968 Sędzia: Greg Garner |
| 31 marca 201314:15 | David Paice                                                                   | 33:33(20:22) | | Madejski Stadium, Reading Widzów: 6968 Sędzia: Greg Garner |

| 12 kwietnia 201319:45 | Sale Sharks                                                                                           | 32:9(22:6) | Gloucester           | Salford City Stadium, Manchester Widzów: 8023 Sędzia: David Rose |
| 12 kwietnia 201319:45 | Cameron Shepherd 5 (P) Dwayne Peel 10 (2P) Johnny Leota 5 (P) Mark Cueto 5 (P) Nick MacLeod 7 (2pd K) | 32:9(22:6) | Freddie Burns 9 (3K) | Salford City Stadium, Manchester Widzów: 8023 Sędzia: David Rose |
| 12 kwietnia 201319:45 | Dave Lewis                                                                                            | 32:9(22:6) |                      | Salford City Stadium, Manchester Widzów: 8023 Sędzia: David Rose |

| 13 kwietnia 201314:15 | Harlequins                                              | 23:9(6:9) | Bath                                     | Twickenham Stoop, Londyn Widzów: 14326 Sędzia: Wayne Barnes |
| 13 kwietnia 201314:15 | Ben Botica 13 (2pd 3K) Danny Care 5 (P) Ugo Monye 5 (P) | 23:9(6:9) | Ollie Devoto 3 (K) Stephen Donald 6 (2K) | Twickenham Stoop, Londyn Widzów: 14326 Sędzia: Wayne Barnes |

| 13 kwietnia 201315:00 | Exeter                                                                      | 27:6(12:3) | London Irish                        | Sandy Park, Exeter Widzów: 8986 Sędzia: Martin Fox |
| 13 kwietnia 201315:00 | Dave Ewers 5 (P) Gareth Steenson 15 (5K) Henry Slade 2 (pd) Matt Jess 5 (P) | 27:6(12:3) | Ian Humphreys 3 (K) Tom Homer 3 (K) | Sandy Park, Exeter Widzów: 8986 Sędzia: Martin Fox |

| 14 kwietnia 201315:00 | London Welsh                                                               | 14:31(7:19) | Northampton Saints                                                           | Kassam Stadium, Oksford Widzów: 5621 Sędzia: Greg Garner |
| 14 kwietnia 201315:00 | Alex Davies 2 (pd) Daniel Browne 5 (P) Gordon Ross 2 (pd) Nick Scott 5 (P) | 14:31(7:19) | Luther Burrell 10 (2P) Ryan Lamb 2 (pd) Stephen Myler 9 (3K) Tom May 10 (2P) | Kassam Stadium, Oksford Widzów: 5621 Sędzia: Greg Garner |
| 14 kwietnia 201315:00 | Gordon Ross                                                                | 14:31(7:19) | Alex Waller                                                                  | Kassam Stadium, Oksford Widzów: 5621 Sędzia: Greg Garner |

| 14 kwietnia 201315:00 | Saracens | 47:17(23:10) | Worcester Warriors                                          | Allianz Park, Londyn Widzów: 9995 Sędzia: Tim Wigglesworth |
| 14 kwietnia 201315:00 | Carlos Nieto 5 (P) Charlie Hodgson 17 (4pd 3K) Chris Ashton 5 (P) David Strettle 15 (3P) Jackson Wray 5 (P) | 47:17(23:10) | Danny Gray 7 (2pd K) Josh Drauniniu 5 (P) Matt Kvesic 5 (P) | Allianz Park, Londyn Widzów: 9995 Sędzia: Tim Wigglesworth |

| 14 kwietnia 201315:45 | Leicester Tigers                                                                                         | 35:16(21:6) | London Wasps                             | Welford Road, Leicester Widzów: 24000 Sędzia: JP Doyle |
| 14 kwietnia 201315:45 | Adam Thompstone 5 (P) Ben Youngs 10 (2P) Graham Kitchener 5 (P) Rob Hawkins 5 (P) Toby Flood 10 (2pd 2K) | 35:16(21:6) | Elliot Daly 8 (P K) Tommy Bell 8 (pd 2K) | Welford Road, Leicester Widzów: 24000 Sędzia: JP Doyle |
| 14 kwietnia 201315:45 | Tommy Bell                                                                                               | 35:16(21:6) |                                          | Welford Road, Leicester Widzów: 24000 Sędzia: JP Doyle |

| 20 kwietnia 201314:15 | Bath | 27:26(19:20) | Leicester Tigers                                        | The Recreation Ground, Bath Widzów: 12200 Sędzia: Tim Wigglesworth |
| 20 kwietnia 201314:15 | Francois Louw 5 (P) Horacio Agulla 5 (P) Ollie Devoto 2 (pd) Semesa Rokoduguni 5 (P) Simon Taylor 5 (P) Stephen Donald 2 (pd) Tom Heathcote 3 (K) | 27:26(19:20) | Ben Youngs 5 (P) Toby Flood 16 (2pd 4K) Tom Croft 5 (P) | The Recreation Ground, Bath Widzów: 12200 Sędzia: Tim Wigglesworth |

| 20 kwietnia 201315:00 | Gloucester                                                   | 28:23(18:13) | Saracens                                      | Kingsholm Stadium, Gloucester Widzów: 15537 Sędzia: JP Doyle |
| 20 kwietnia 201315:00 | Ben Morgan 5 (P) Freddie Burns 13 (2pd 3K) Jonny May 10 (2P) | 28:23(18:13) | Joel Tomkins 10 (2P) Owen Farrell 13 (2pd 3K) | Kingsholm Stadium, Gloucester Widzów: 15537 Sędzia: JP Doyle |
| 20 kwietnia 201315:00 | Dan Robson                                                   | 28:23(18:13) |                                               | Kingsholm Stadium, Gloucester Widzów: 15537 Sędzia: JP Doyle |

| 20 kwietnia 201315:00 | London Irish | 47:28(19:15) | London Welsh                                                                   | Madejski Stadium, Reading Widzów: 11716 Sędzia: Dean Richards |
| 20 kwietnia 201315:00 | Chris Halaʻufia 5 (P) Guy Armitage 10 (2P) Halani Aulika 10 (2P) Ian Humphreys 12 (6pd) Matt Garvey 5 (P) Sailosi Tagicakibau 5 (P) | 47:28(19:15) | Gordon Ross 13 (2pd 3K) Greg Bateman 5 (P) Nick Scott 5 (P) Seb Stegmann 5 (P) | Madejski Stadium, Reading Widzów: 11716 Sędzia: Dean Richards |

| 20 kwietnia 201315:00 | Worcester Warriors                                          | 26:42(16:20) | Harlequins                                                                       | Sixways Stadium, Worcester Widzów: 11579 Sędzia: Martin Fox |
| 20 kwietnia 201315:00 | Alex Grove 5 (P) Andy Goode 16 (2pd 4K) Chris Pennell 5 (P) | 26:42(16:20) | Danny Care 10 (2P) Mike Brown 5 (P) Nick Evans 22 (2P 3pd 2K) Tom Williams 5 (P) | Sixways Stadium, Worcester Widzów: 11579 Sędzia: Martin Fox |
| 20 kwietnia 201315:00 | Tom Guest                                                   | 26:42(16:20) |                                                                                  | Sixways Stadium, Worcester Widzów: 11579 Sędzia: Martin Fox |

| 20 kwietnia 201317:45 | Northampton Saints | 47:7(25:0) | Sale Sharks                               | Franklin’s Gardens, Northampton Widzów: 13493 Sędzia: Luke Pearce |
| 20 kwietnia 201317:45 | James Wilson 10 (2P) Jamie Elliott 10 (2P) Lee Dickson 5 (P) Luther Burrell 5 (P) Ryan Lamb 2 (pd) Stephen Myler 10 (2pd 2K) Tom Wood 5 (P) | 47:7(25:0) | Danny Cipriani 2 (pd) James Gaskell 5 (P) | Franklin’s Gardens, Northampton Widzów: 13493 Sędzia: Luke Pearce |
| 20 kwietnia 201317:45 | Courtney Lawes | 47:7(25:0) | Tom Holmes                                | Franklin’s Gardens, Northampton Widzów: 13493 Sędzia: Luke Pearce |

| 21 kwietnia 201314:00 | London Wasps | 24:37(10:20) | Exeter                                                                                                 | Adams Park, High Wycombe Widzów: 7197 Sędzia: Wayne Barnes |
| 21 kwietnia 201314:00 | Christian Wade 5 (P) Elliot Daly 3 (K) Hugo Southwell 5 (P) Stephen Jones 4 (2pd) Tom Varndell 5 (P) Tommy Bell 2 (pd) | 24:37(10:20) | Damian Welch 5 (P) Gareth Steenson 17 (4pd 3K) Haydn Thomas 5 (P) Jack Nowell 5 (P) Jack Yeandle 5 (P) | Adams Park, High Wycombe Widzów: 7197 Sędzia: Wayne Barnes |
| 21 kwietnia 201314:00 | James Scaysbrook | 24:37(10:20) | | Adams Park, High Wycombe Widzów: 7197 Sędzia: Wayne Barnes |

| 4 maja 201314:30 | Exeter                                                         | 40:39(25:22) | Gloucester                                                                                            | Sandy Park, Exeter Widzów: 10744 Sędzia: Greg Garner |
| 4 maja 201314:30 | Damian Welch 5 (P) Dean Mumm 5 (P) Gareth Steenson 25 (2pd 7K) | 40:39(25:22) | Charlie Sharples 5 (P) Freddie Burns 19 (P 4pd 2K) Henry Trinder 5 (P) Jonny May 5 (P) Rob Cook 5 (P) | Sandy Park, Exeter Widzów: 10744 Sędzia: Greg Garner |

| 4 maja 201314:30 | Harlequins                                                                  | 22:19(10:5) | Northampton Saints                                                                | Twickenham Stoop, Londyn Widzów: 14800 Sędzia: Tim Wigglesworth |
| 4 maja 201314:30 | Nick Evans 7 (2pd K) Rob Buchanan 5 (P) Tom Casson 5 (P) Tom Williams 5 (P) | 22:19(10:5) | Christian Day 5 (P) Dylan Hartley 5 (P) Jamie Elliott 5 (P) Stephen Myler 4 (2pd) | Twickenham Stoop, Londyn Widzów: 14800 Sędzia: Tim Wigglesworth |

| 4 maja 201314:30 | Leicester Tigers                                                                                 | 32:20(13:3) | London Irish                                                                     | Welford Road, Leicester Widzów: 24000 Sędzia: Luke Pearce |
| 4 maja 201314:30 | Ben Youngs 5 (P) Mathew Tait 5 (P) Toby Flood 12 (P 2pd K) Tom Croft 5 (P) Vereniki Goneva 5 (P) | 32:20(13:3) | Alex Corbisiero 5 (P) Ian Humphreys 5 (pd K) Marland Yarde 5 (P) Topsy Ojo 5 (P) | Welford Road, Leicester Widzów: 24000 Sędzia: Luke Pearce |

| 4 maja 201314:30 | London Welsh                                                                                     | 33:22(17:3) | Worcester Warriors                                            | Kassam Stadium, Oksford Widzów: 3610 Sędzia: Matt Carley |
| 4 maja 201314:30 | Alfie To'oala 5 (P) Dan Caprice 5 (P) Gordon Ross 13 (2pd 3K) Nick Scott 5 (P) Tom Arscott 5 (P) | 33:22(17:3) | Andy Goode 7 (2pd K) Jake Abbott 5 (P) Josh Drauniniu 10 (2P) | Kassam Stadium, Oksford Widzów: 3610 Sędzia: Matt Carley |
| 4 maja 201314:30 | Daniel Browne · Gordon Ross · Kirill Kulemin                                                     | 33:22(17:3) | Chris Jones · Neil Best                                       | Kassam Stadium, Oksford Widzów: 3610 Sędzia: Matt Carley |

| 4 maja 201314:30 | Sale Sharks                                             | 21:20(12:7) | London Wasps                                  | Salford City Stadium, Manchester Widzów: 9783 Sędzia: Dean Richards |
| 4 maja 201314:30 | Dan Braid 5 (P) Nick MacLeod 11 (pd 3K) Tom Brady 5 (P) | 21:20(12:7) | Christian Wade 10 (2P) Tommy Bell 10 (2pd 2K) | Salford City Stadium, Manchester Widzów: 9783 Sędzia: Dean Richards |
| 4 maja 201314:30 | Lorenzo Romano                                          | 21:20(12:7) |                                               | Salford City Stadium, Manchester Widzów: 9783 Sędzia: Dean Richards |

| 4 maja 201314:30 | Saracens                                                         | 23:14(13:7) | Bath                                                        | Allianz Park, Londyn Widzów: 9998 Sędzia: Martin Fox |
| 4 maja 201314:30 | Chris Ashton 5 (P) Mako Vunipola 5 (P) Owen Farrell 13 (P pd 2K) | 23:14(13:7) | Horacio Agulla 5 (P) Rob Webber 5 (P) Tom Heathcote 4 (2pd) | Allianz Park, Londyn Widzów: 9998 Sędzia: Martin Fox |
| 4 maja 201314:30 | Owen Farrell                                                     | 23:14(13:7) | Guy Mercer                                                  | Allianz Park, Londyn Widzów: 9998 Sędzia: Martin Fox |

## Faza pucharowa
|  |                    |                    |                    |                    |    |                  |                  |       |
|  | Półfinał           | Półfinał           | Półfinał           |                    |    | Finał            | Finał            | Finał |
|  | Półfinał           | Półfinał           | Półfinał           |                    |    | Finał            | Finał            | Finał |
|  | 11 maja 2013       |                    |                    |                    |    |                  |                  |       |
|  |                    |                    |                    |                    |    |                  |                  |       |
|  | Leicester Tigers   | Leicester Tigers   | 33                 |                    |    |                  |                  |       |
|  | Leicester Tigers   | Leicester Tigers   | 33                 | 25 maja 2013       |    |                  |                  |       |
|  | Harlequins         | Harlequins         | 16                 |                    |    |                  |                  |       |
|  | Harlequins         | Harlequins         | 16                 |                    |    | Leicester Tigers | Leicester Tigers | 37    |
|  | 12 maja 2013       |                    |                    |                    |    | Leicester Tigers | Leicester Tigers | 37    |
|  |                    |                    | Northampton Saints | Northampton Saints | 17 |                  |                  |       |
|  | Saracens           | Saracens           | Northampton Saints | Northampton Saints | 17 | 13               |                  |       |
|  | Saracens           | Saracens           |                    |                    |    |                  |                  |       |
|  | Northampton Saints | Northampton Saints | 27                 |                    |    |                  |                  |       |
|  | Northampton Saints | Northampton Saints | 27                 |                    |    |                  |                  |       |

| 11 maja 201315:00 | Leicester Tigers                                                                                  | 33:16(13:9) | Harlequins                                | Welford Road, Leicester Widzów: 20243 Sędzia: Greg Garner |
| 11 maja 201315:00 | Mathew Tait 5 (P) Niall Morris 5 (P) Toby Flood 13 (2pd 3K) Tom Croft 5 (P) Vereniki Goneva 5 (P) | 33:16(13:9) | Nick Evans 11 (pd 3K) Ross Chisholm 5 (P) | Welford Road, Leicester Widzów: 20243 Sędzia: Greg Garner |
| 11 maja 201315:00 | Danny Care                                                                                        | 33:16(13:9) |                                           | Welford Road, Leicester Widzów: 20243 Sędzia: Greg Garner |

| 12 maja 201315:00 | Saracens                                   | 13:27(0:17) | Northampton Saints                                                                          | Allianz Park, Londyn Widzów: 9998 Sędzia: JP Doyle |
| 12 maja 201315:00 | Duncan Taylor 5 (P) Owen Farrell 8 (pd 2K) | 13:27(0:17) | Brian Mujati 5 (P) Gerrit-Jan van Velze 5 (P) Jamie Elliott 5 (P) Stephen Myler 12 (3pd 2K) | Allianz Park, Londyn Widzów: 9998 Sędzia: JP Doyle |
| 12 maja 201315:00 | Jamie Elliott                              | 13:27(0:17) |                                                                                             | Allianz Park, Londyn Widzów: 9998 Sędzia: JP Doyle |

| 25 maja 201315:00 | Leicester Tigers | 37:17(16:5) | Northampton Saints                                       | Twickenham Stadium Londyn Widzów: 81703 Sędzia: Wayne Barnes |
| 25 maja 201315:00 | George Ford 12 (4K) Graham Kitchener 5 (P) Manu Tuilagi 5 (P) Niall Morris 5 (P) Toby Flood 5 (pd K) Vereniki Goneva 5 (P) | 37:17(16:5) | Ben Foden 5 (P) Lee Dickson 5 (P) Stephen Myler 7 (P pd) | Twickenham Stadium Londyn Widzów: 81703 Sędzia: Wayne Barnes |
| 25 maja 201315:00 | Dylan Hartley | 37:17(16:5) |                                                          | Twickenham Stadium Londyn Widzów: 81703 Sędzia: Wayne Barnes |